# Dime with a Halo
Dime with a Halo (anglès Moneda amb aureola) és una pel·lícula de 1963 dirigida per Boris Sagal. És protagonitzada per Bárbara Luna i Rafael López. Fou projectada com a part de la selecció oficial del Festival Internacional de Cinema de Sant Sebastià 1963.

## Argument
Quatre lladregots del carrer, liderats per Chuy, apostaren 2 dòlars en una cursa de cavalls cada setmana. Un amable americà, el senyor Jones, aposta per ells mentre visita cada setmana Tijuana per visitar clubs de striptease i prostitutes. A la colla se li uneix un nou noi de la ciutat, Jose, la germana del qual, Juanita, es despulla en un club local. Per tenir una mica de sort, els nois decideixen robar una moneda a la caixa dels pobres de l'església per "fer de Jesús un company" en l'aposta. Guanyen 81.000 dòlars. Volent confiar en un adult per cobrar el seu bitllet, Juanita es posa en contacte amb Mr. Jones a Los Angeles. Jones porta els diners de l'aposta en efectiu, però té un atac de cor mentre ho fa. El bitllet surt volant. Incapaços de trobar el bitllet d'apostes, els nois tornen el cèntim a la caixa dels pobres.